# اندرو همپستن
اندرو همپستن (۷ آوریل ۱۹۶۲) رکابزن حرفه‌ای سابق اهل ایالات متحده آمریکا است که در رشتهٔ دوچرخه‌سواری جاده فعالیت می‌کرد. او توانست در سال ۱۹۸۸ برندهٔ جیرو دیتالیا شود.

## آغاز زندگی
همپستن در کلمبوس اوهایو زاده شد و نخستین موفقیت بین‌المللی خود را در سال ۱۹۷۹ به دست آورد. او توانست به همراه تیم آمریکا بر سکوی سوم مسابقات قهرمانی تایم تریل تیمی نوجوانان جهان در آرژانتین بایستد. در سال بعد نیز در مکزیک مدال نقرهٔ این رشته را کسب کرد. در سال ۱۹۸۴ نایب قهرمان مسابقهٔ رد زینگر شد و برای فصل ۱۹۸۵ قرارداد حرفه‌ای با تیم ۷ الون امضا کرد.

## فعالیت حرفه‌ای
همپستن در سال ۱۹۸۵ توانست برندهٔ مرحلهٔ بیستم جیرو دیتالیا شود و چشم‌ها را به خود خیره کرد. در سال بعد، به تیم لا وی کلر پیوست و در همان فصل، برندهٔ تور سوئیس شد و به گرگ لوموند که رهبر تیم بود، کمک کرد تا برندهٔ تور دو فرانس شود. خودش نیز در رتبهٔ چهارم تور ایستاد و جایزهٔ بهترین رکابزن جوان را به دست آورد. در سال ۱۹۸۷ به تیم ۷ الون پیوست و قهرمانی تور سوئیس را تکرار کرد.
در جیرو دیتالیای ۱۹۸۸ همپستن جزء بخت‌های قهرمانی به شمار می‌رفت و جانی بونو پیش‌بینی کرد که در گردنهٔ گاویا از رقیبانش پیش بیفتد. در مرحلهٔ چهاردهم که در گردنهٔ گاویا به پایان می‌رسید، دما کاهش یافت و بارش برف، رکاب‌زدن در راه‌های گلی را برای رکابزنان سخت کرد. همپستن در پایین گردنه فرار کرد و اریک برکینک به دنبال او رفت. برکینک توانست همپستن را پشت سر گذارد و برندهٔ مرحله شود؛ ولی همپستن پیراهن صورتی را به دست آورد تا نخستین رکابزن آمریکایی باشد که به این موفقیت می‌رسد. او در تایم تریل انفرادی مرحلهٔ هجدهم نیز پیروز شد تا موقعیت خود را مستحکم کند و در پایان، قهرمان جیرو شود.
آخرین موفقیت همپستن در گرند تورها در تور دو فرانس ۱۹۹۲ به دست آمد. در مرحله‌ای که به آلپ دوئز ختم می‌شد، همپستن فرار کرد و برنده شد؛ هرچند در تایم تریل پایانی، رتبهٔ سوم را به جانی بونو داد و چهارم شد. در همان سال همپستن توانست برندهٔ تور روماندی شود. در سال ۱۹۹۳ نیز فاتح تور گالیسیا شد. همپستن در سال ۱۹۹۶ بازنشسته شد.

## دوران بازنشستگی
همپستن مدتی در گرند فرک زیست و مسیر دوچرخه‌سواری ۶۵ کیلومتری آن منطقه به نام وی نام‌گذاری شده‌است. او اکنون در توسکانی و بولدر کلرادو زندگی می‌کند. در سال ۱۹۹۹ به همراه برادرش شرکت دوچرخه‌سازی در سیاتل تأسیس کرد. همچنین اکنون یک شرکت گردشگری دوچرخه‌ای را در ایتالیا اداره می‌کند.

## نتایج در گرند تورها
| گرند تور       | ۱۹۸۵ | ۱۹۸۶ | ۱۹۸۷ | ۱۹۸۸ | ۱۹۸۹ | ۱۹۹۰ | ۱۹۹۱ | ۱۹۹۲ | ۱۹۹۳ | ۱۹۹۴ | ۱۹۹۵ |
| -------------- | ---- | ---- | ---- | ---- | ---- | ---- | ---- | ---- | ---- | ---- | ---- |
| ووئلتا اسپانیا | —    | —    | —    | —    | —    | —    | —    | —    | —    | —    | —    |
| جیرو دیتالیا   | ۲۰   | —    | —    | ۱    | ۳    | —    | —    | ۵    | ۱۴   | ۱۰   | ۵۸   |
| تور دو فرانس   | —    | ۴    | ۱۶   | ۱۵   | ۲۲   | ۱۱   | ۸    | ۴    | ۸    | —    | —    |